# Roger Plaxton
Hayward Alan Roger Plaxton (* 2. Juni 1904 in Parry Sound, Ontario; † 20. Dezember 1963 in Toronto, Ontario) war ein kanadischer Eishockeyspieler. Bei den Olympischen Winterspielen 1928 gewann er als Mitglied der kanadischen Nationalmannschaft die Goldmedaille. Seine Cousins Herbert und Hugh waren ebenfalls 1928 Olympiasieger im Eishockey. 

## Karriere
Für Kanada nahm Roger Plaxton an den Olympischen Winterspielen 1928 in St. Moritz teil, bei denen er mit seiner Mannschaft die Goldmedaille gewann. Zusammen mit seinem Cousin Herbert gehörte er im Gegensatz zum Großteil der Olympiamannschaft nicht den Toronto Varsity Grads an, die 1927 den Allan Cup gewonnen hatten, jedoch konnte sein Cousin Hugh den Nationaltrainer Conn Smythe von den Qualitäten der beiden überzeugen. Im Turnierverlauf absolvierte Roger Plaxton drei Spiele, in denen er punkt- und straflos blieb. Nach seinem Karriereende als Eishockeyspieler war Plaxton bis zu seinem Tod 1963 im Alter von 59 Jahren für eine Versicherung tätig. 

## Erfolge und Auszeichnungen
- 1928 Goldmedaille bei den Olympischen Winterspielen